# Aéroport de Toulouse-Montaudran
Vous lisez un « bon article » labellisé en 2021.
Pour les articles homonymes, voir Aéroport de Toulouse.
L’aéroport de Toulouse-Montaudran est un ancien aéroport français qui était situé dans le quartier de Montaudran sur la commune de Toulouse en Haute-Garonne. Construit en 1917 par Pierre-Georges Latécoère, cet aéroport historique a vu l'émergence de l'industrie aéronautique à Toulouse et la naissance de l'aviation civile via les « lignes Latécoère » puis l'Aéropostale jusqu'en 1934. Bombardé durant la Seconde Guerre mondiale, il fut ensuite utilisé par Breguet Aviation et Air France Industries jusqu'en 2003. Aujourd'hui totalement intégré au tissu urbain de Toulouse, le site, partiellement inscrit monument historique, héberge depuis 2018 le campus Toulouse Aerospace ainsi que les musées de la Halle de La Machine et l'Envol des pionniers.

## Situation géographique
L'aéroport de Toulouse-Montaudran était situé sur la commune de Toulouse, dans le quartier de Montaudran, au sud-est de la ville. Construit à une altitude de 150 m, le site aéroportuaire était établi des deux côtés de la ligne de chemin de fer reliant Toulouse à Sète, à proximité du canal du Midi et du quartier de Lespinet. D'une surface d'environ vingt hectares, il était bordé au sud-ouest par l'avenue de Lespinet, au nord-ouest par le chemin (puis avenue) des Herbettes, au nord et à l'est par le chemin Carrosse. Dans les années 1960, l'aéroport est agrandi vers le sud-est d'environ quarante hectares pour prolonger la piste au-delà du chemin Carrosse.

## Histoire

### Création du site par Latécoère (1917-1926)

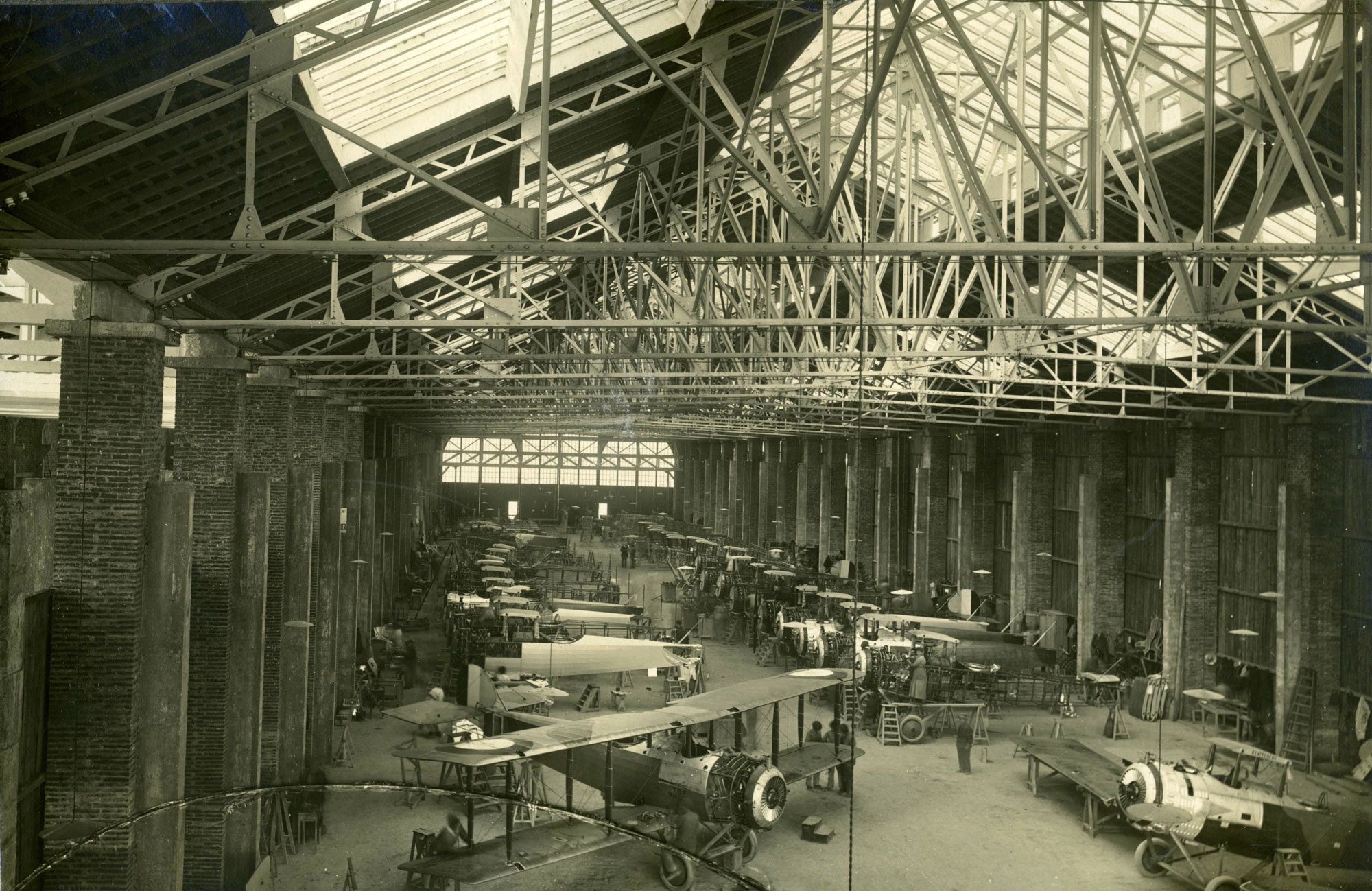
Montage des Salmson 2 dans l'usine de Montaudran, 1918.

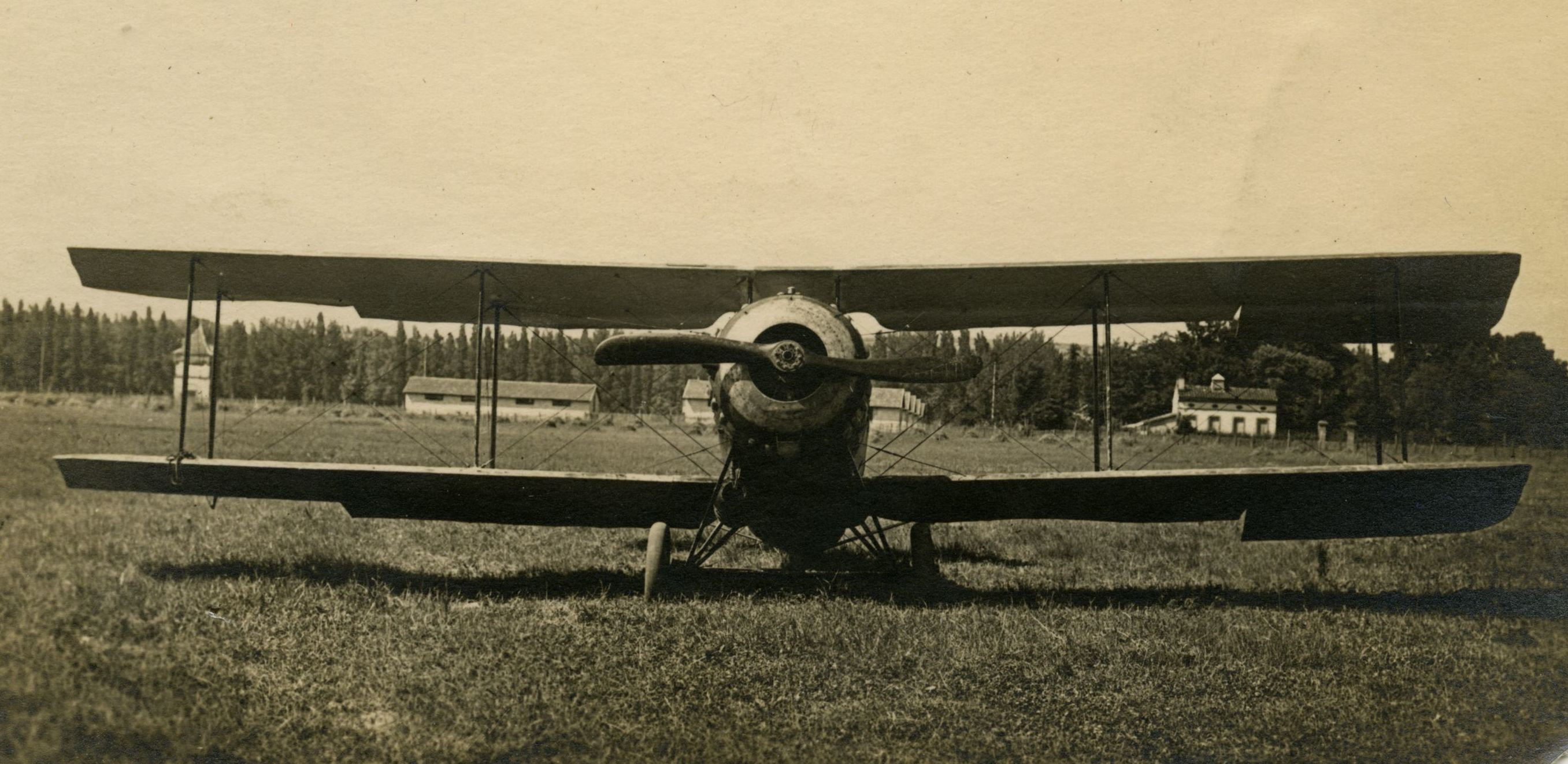
Salmson 2 sur le terrain de Montaudran, 1918.

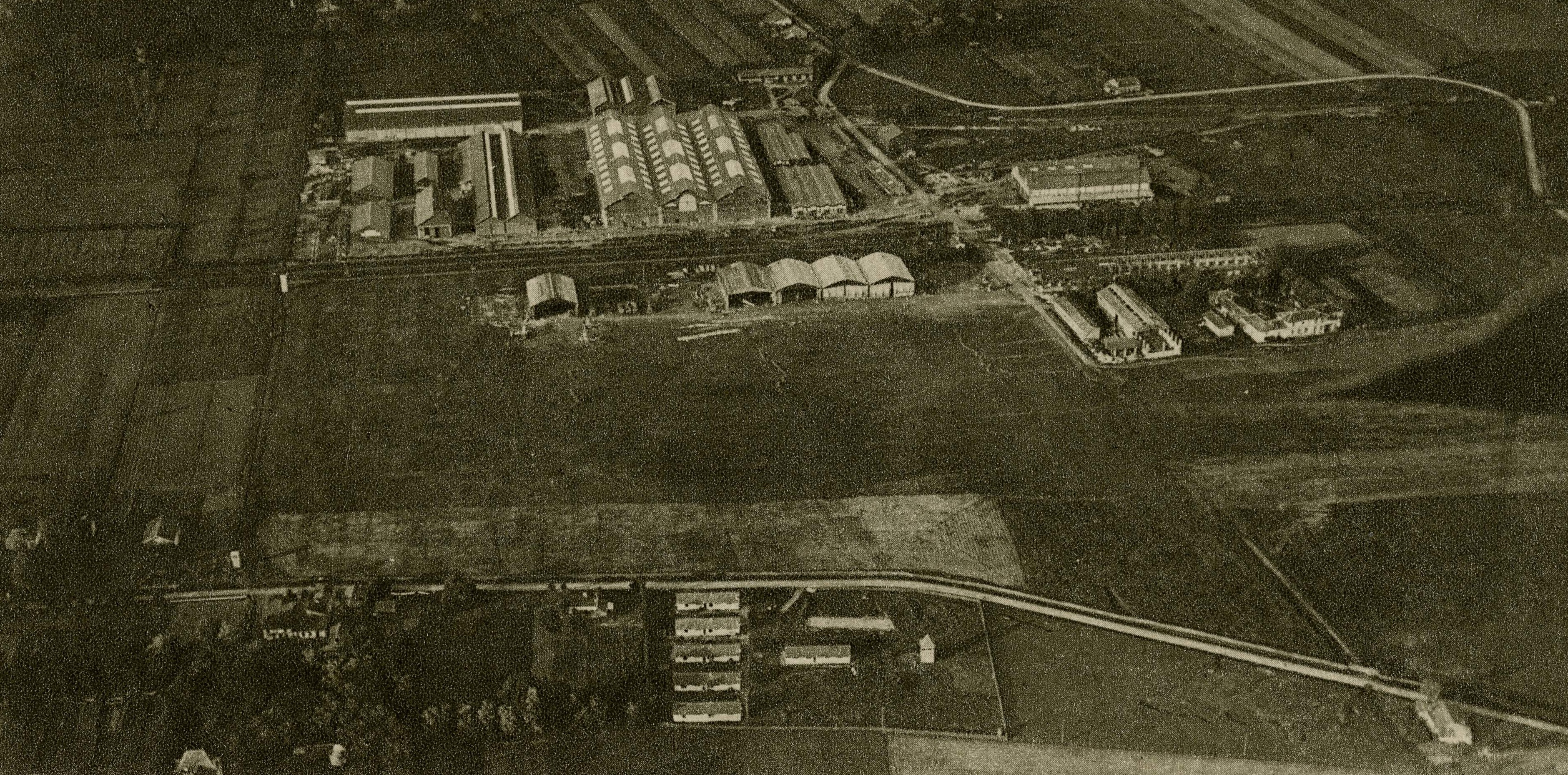
Aérodrome en 1921.

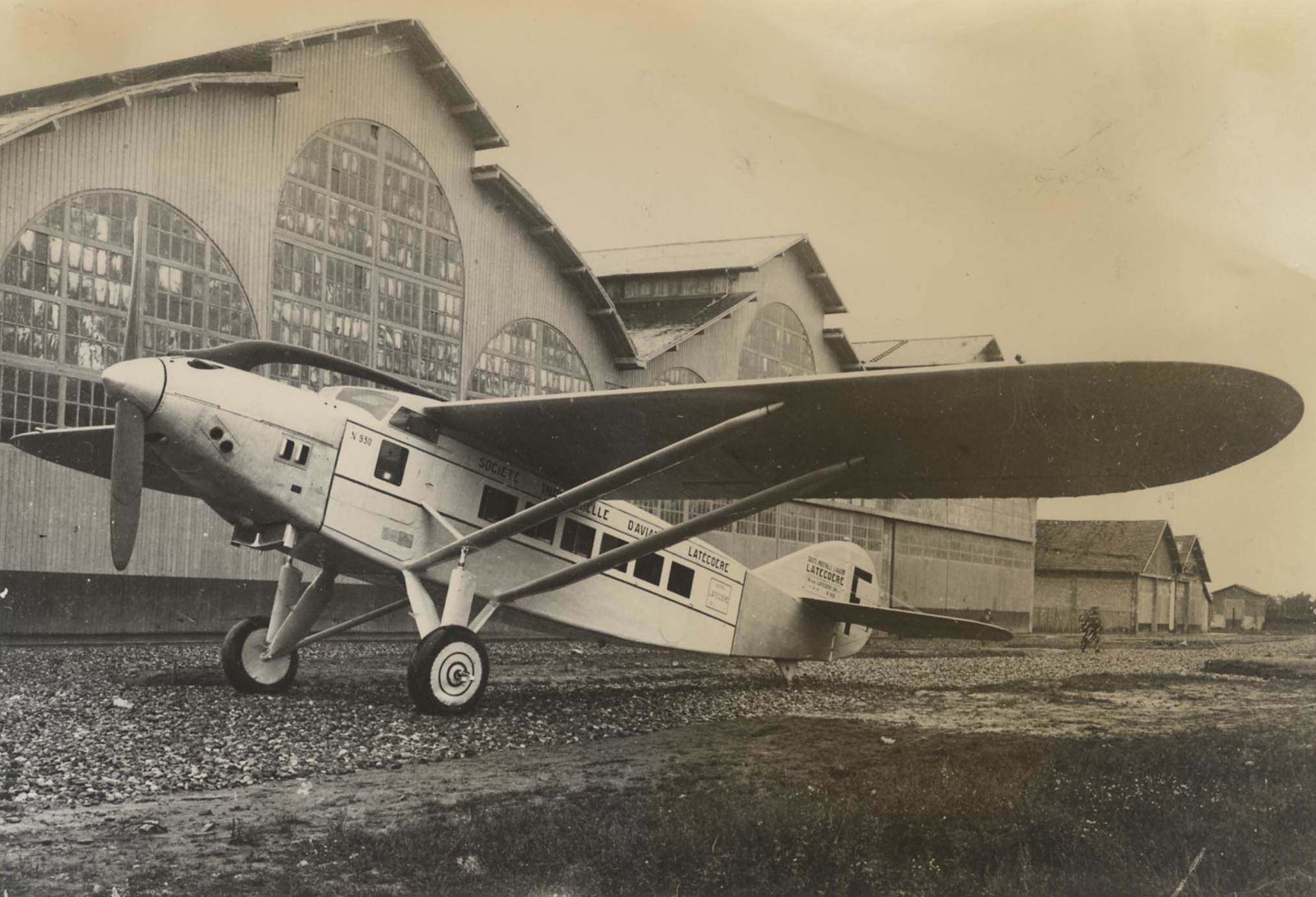
Laté 28 devant l'usine Latécoère.

En 1912, l'usine de Pierre-Georges Latécoère produit du matériel ferroviaire près du pont des Demoiselles et de la ligne de chemin de fer reliant Toulouse à Sète. La Première Guerre mondiale ouvre de nouvelles possibilités à l'industriel, qui se lance dans la fabrication d'obus de gros calibre dans le cadre de l'effort de guerre. Il gagne en juin 1917 une importante commande de onze mille wagons pour la Compagnie du Midi, ce qui l'incite à construire une nouvelle usine, plus grande. Il achète ainsi à Montaudran un terrain de quarante-cinq hectares traversé par la voie ferrée.
Latécoère a besoin de fonds pour construire son usine. Il cherche auprès de Louis Loucheur, le ministre de l'Armement, un nouveau contrat de guerre. L’État ayant déjà une capacité industrielle suffisante pour l'artillerie et les wagons, c'est vers l'aviation que le ministre s'oriente. Latécoère signe ainsi le 29 octobre 1917 un important contrat visant à construire mille exemplaires de l'avion de reconnaissance Salmson 2. L'usine de Montaudran sort de terre au début de l'année 1918, avec une halle de montage, une piste engazonnée, ainsi que divers ateliers et bureaux dans différents bâtiments. Le premier avion produit à Montaudran effectue son vol inaugural dans le ciel toulousain au printemps 1918,. Les cellules des exemplaires suivants sont expédiées depuis Toulouse par fer vers le front où les avions sont montés,. Le site emploie alors près de mille cinq cents ouvriers et ingénieurs, et devient la première usine de fabrication d'avions à grande échelle à Toulouse. Entre cinq et huit cents appareils sont produits au total, à raison de cinq à six par jour.
Entrevoyant la fin de la guerre, Latécoère réfléchit déjà à une utilisation civile de l'aviation pour du transport de courrier, et éventuellement de passagers. Il achète du terrain en face de ses usines, de l'autre côté de la voie ferrée, et l'aménage en établissant à ses frais un nouveau tracé du chemin Carrosse, un nouveau passage à niveau et garde-barrière, créant ainsi l'espace du nouvel aérodrome. Il cherche en parallèle un soutien politique auprès du gouvernement, en particulier du sous-secrétaire d'état à l'Aéronautique, Jacques-Louis Dumesnil,. Au moment même de l'Armistice, le 11 novembre 1918, il inscrit au tribunal de commerce de Toulouse les statuts de la première compagnie aérienne française, la « Compagnie Espagne-Maroc-Algérie » (CEMA). Le site de Montaudran s'établit alors comme un des berceaux de l'aviation civile et de l’industrie aéronautique. C'est depuis cette piste que décolle, le 25 décembre 1918, le premier avion civil vers Barcelone, un Salmson démilitarisé et piloté par René Cornemont. Ce vol d'un peu plus de deux heures marque la création des « Lignes aériennes Latécoère » qui deviennent la « Compagnie générale d'entreprises aéronautiques (CGEA) en 1921.
En mars 1919, Latécoère parvient à effectuer des trajets entre Montaudran et Alicante en cinq heures. La ligne Toulouse-Casablanca, établie le 1er avril 1919 en onze heures pour 1 900 km, est officiellement inaugurée le 1er septembre 1919 et devient quotidienne (dans les deux sens) en 1922. Elle est prolongée jusqu'à Dakar en 1925. La compagnie exploite initialement le Salmson et la version civile du Breguet 14,, avant de concevoir et fabriquer à Montaudran ses propres appareils de plus en plus performants : les « Laté » 14, 17, 25, 26 et 28 s'enchaînent alors rapidement. Depuis Montaudran, c'est Didier Daurat, d'abord recruté en tant que pilote, qui dirige l'exploitation des lignes aériennes Latécoère dès 1920.
L'année 1920 voit l'émergence d'une compagnie aérienne concurrente (« Aéro-Transport Ernoul ») qui ouvre à partir de janvier une ligne vers Bordeaux, et à partir de juin vers Montpellier. Elle n'opère pas sur l'aérodrome de Montaudran, propriété de Latécoère, mais non loin de là au domaine Ribaute, sur la commune de Quint. Cette compagnie n'a pas l'expertise, le professionnalisme et la rigueur de Latécoère et Daurat. La rentabilité n'est pas au rendez-vous, et plusieurs accidents entachent sa réputation. Elle est mise en liquidation judiciaire le 21 novembre 1922, consacrant Latécoère comme étant « la » compagnie aérienne toulousaine.

### L'Aéropostale (1927-1933)
En 1923, devant l'essor de Latécoère, qui exploite à Toulouse le seul aérodrome de la ville, le service de la navigation aérienne fait aménager un nouvel aéroport public à Francazal, destiné à recevoir les appareils de toutes les compagnies de navigation aérienne, ainsi que ceux des particuliers et des navigateurs faisant escale à Toulouse. En l'absence de compagnie concurrente à Latécoère, Montaudran demeure le principal aéroport toulousain avec son activité commerciale régulière.
Fin 1926, Latécoère se recentre sur son activité industrielle aéronautique, en particulier la fabrication d'hydravions avec la Société Industrielle des Avions Latécoère (SIDAL). Rencontrant également des difficultés financières, il revend alors la CGEA et ses lignes aériennes à l'homme d'affaires Marcel Bouilloux-Lafont. Ce dernier renomme l'entreprise en Compagnie Générale Aéropostale, connue sous le simple nom d'Aéropostale. Montaudran est alors le lieu de départ des pilotes chevronnés que sont Jean Mermoz, Henri Guillaumet, Didier Daurat, Paul Vachet ou Antoine de Saint-Exupéry. Les principales lignes en partance de Montaudran acheminent le courrier en direction de l'Afrique et de l'Amérique du Sud. L'aéroport se dote en 1928 d'un service permanent des douanes, tout en conservant son statut d'aérodrome privé. La même année l'Aéropostale concrétise le projet fou de Latécoère: relier Toulouse à Buenos Aires, puis à Santiago. Au début des années 1930, l'importance et la notoriété de l'Aéropostale font de l'aéroport de Montaudran un lieu qui participe directement au rayonnement de la France. Albert Ier (roi des Belges), Alphonse XIII (roi d'Espagne), et d'autres missions diplomatiques ont fait escale à Montaudran, tenu à visiter les installations, découvrir les appareils et rencontrer les équipages,.
Latécoère, qui a conservé une participation dans l'Aéropostale, construit pour celle-ci à Montaudran ses hydravions, qu'il achemine en pièces détachées vers son centre d'essai sur l'étang de Biscarrosse. Après quelques prototypes décevants, le Latécoère 300 Croix-du-Sud effectue son premier vol en 1931 et entre en service dans l'Aéropostale en 1932.
À partir de 1931 éclate néanmoins l'affaire de l'Aéropostale qui conduit directement à la disparation de celle-ci au profit de la création d'Air France en 1933.

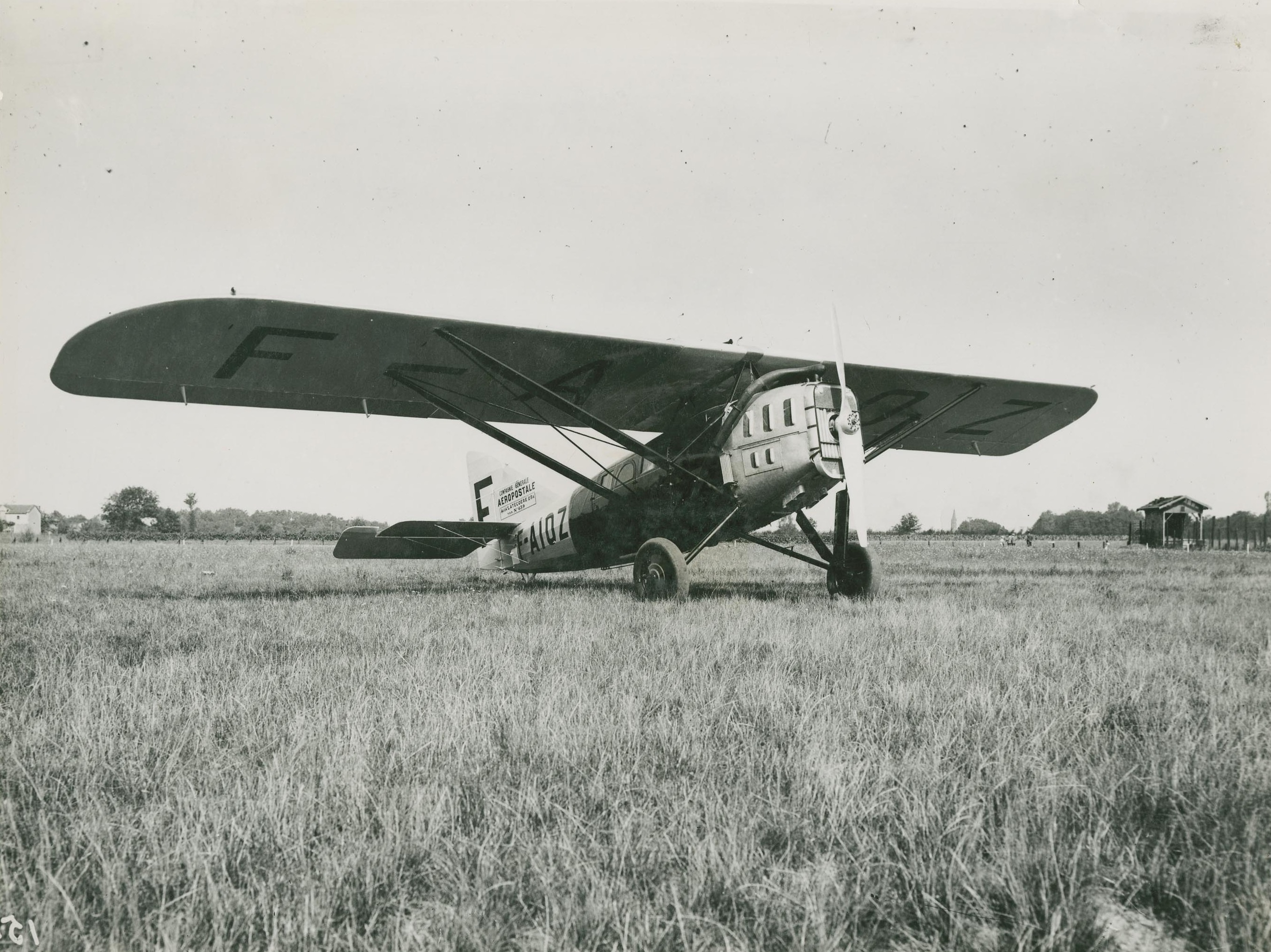
Laté 25 de l'Aéropostale à Montaudran en 1928.
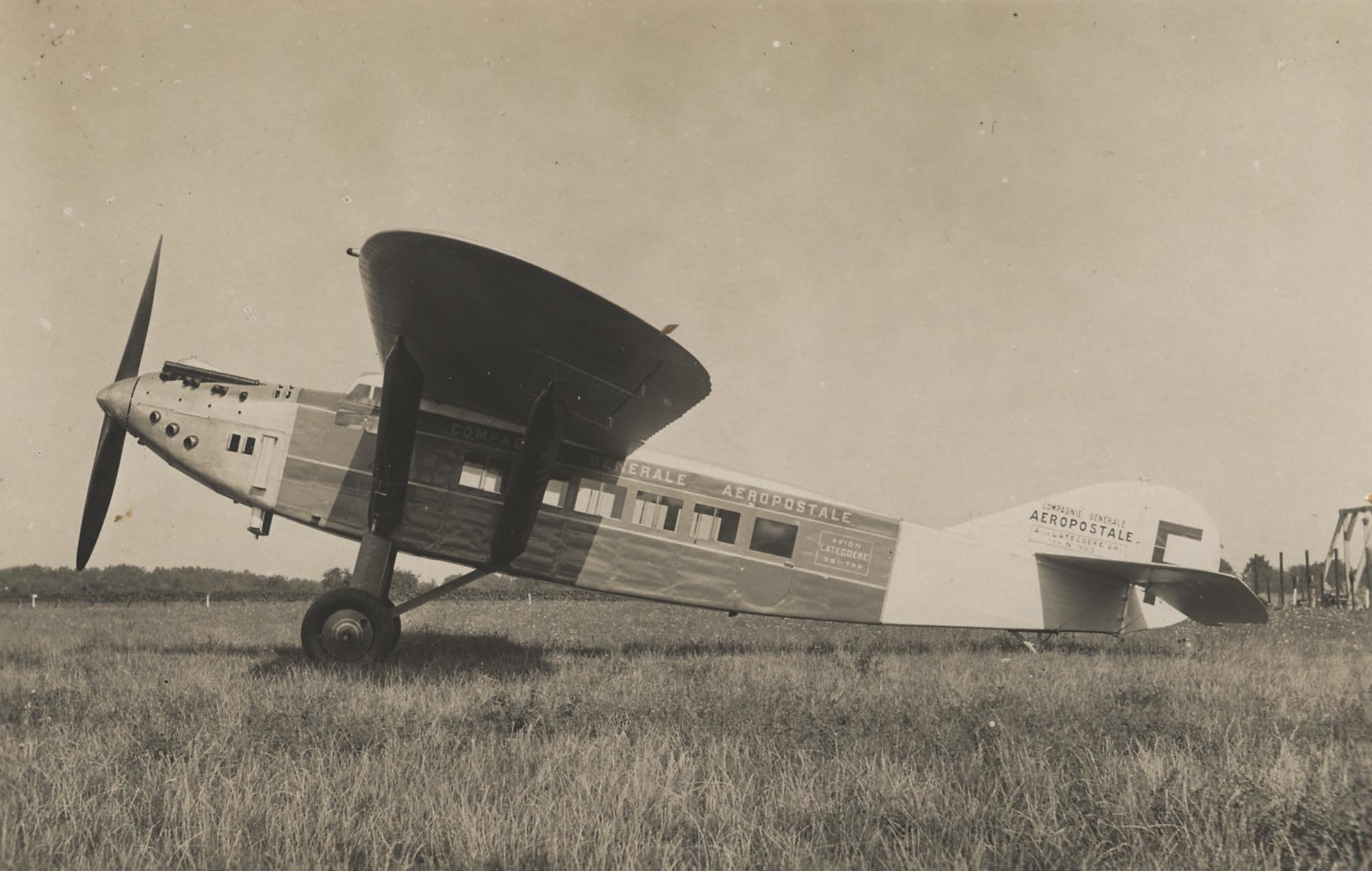
Laté 28 de l'Aéropostale à Montaudran en 1929.
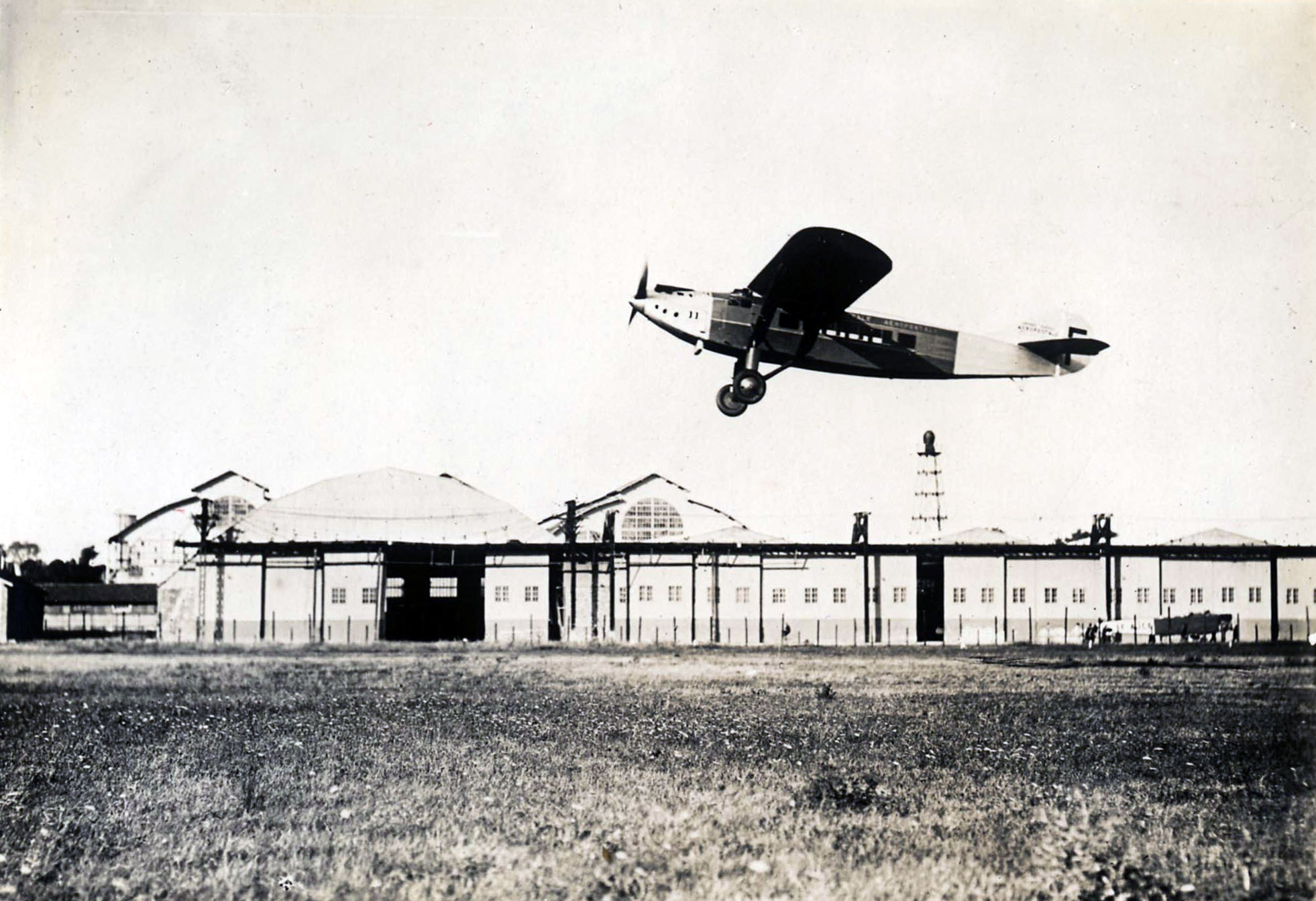
Laté 28 de l'Aéropostale décollant de Montaudran.

### De la construction à la maintenance aéronautique (1933-2003)

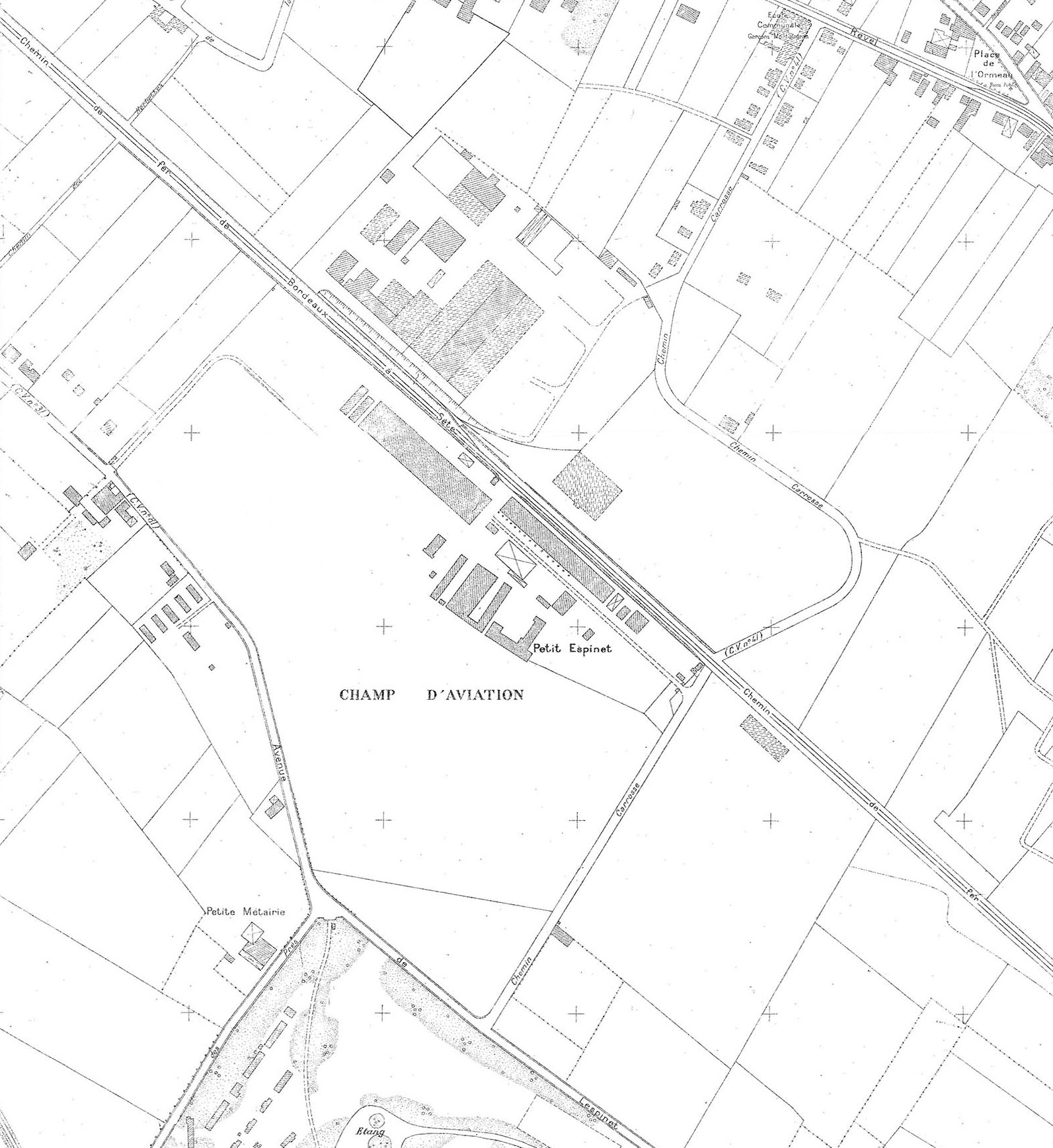
Plan de l'aérodrome de Montaudran en 1948.

Air France, dès sa création en 1933, envisage de déplacer la « tête de pont » de sa ligne à destination du Maroc et de l'Amérique du Sud depuis Montaudran vers l'aéroport de Marseille-Marignane, auparavant exploité par les compagnies Air Orient et Air Union, et disposant d'une ligne directe avec la capitale. C'est finalement vers l'aéroport de Francazal qu'Air France déménage son activité de transport, après que l’État y ait établi en 1934 un commissariat spécial chargé du contrôle des passagers aériens,. La société charge alors son Centre de Toulouse-Montaudran de l'entretien et de la réparation de tout le matériel du secteur Afrique, et l'utilise, en raison de son outillage, pour la réalisation d'accessoires. L'activité de maintenance tend toutefois à rapidement se spécialiser par type d'appareils pour l'ensemble de la compagnie, et non plus par secteur géographique. Avec 150 ouvriers, Montaudran est en 1933 le plus important centre d'Air France.
De l'autre côté de la voie ferrée, l'activité est également importante chez Latécoère. En 1934, c'est plusieurs centaines d'ouvriers qui travaillent à livrer le Latécoère 521 Lieutenant de Vaisseau Paris, nouvel hydravion géant transatlantique. En janvier 1939, Latécoère rationalise son outil industriel : il vend à Breguet Aviation ses usines et centres d'essai de Montaudran, Anglet et Biscarrosse, pour construire un nouvel établissement au centre-ville de Toulouse, rue de Périole. Montaudran produit alors les avions d'attaque au sol Br.693 et les hydravions Br.730.
En janvier 1937, la France prend des mesures pour interdire le départ de volontaires pour la guerre d'Espagne, dans le cadre de sa politique de non-intervention. Elle impose ainsi des contrôles stricts des mouvements aux frontières entre la France et l'Espagne, ce qui inclut le trafic aérien. Le décret du 18 février 1937 établit que les vols entre l'Espagne et Toulouse ne peuvent se faire que depuis Francazal. Cependant, de septembre 1936 à mai 1937, plusieurs avions de l'armée républicaine espagnole atterrissent à Montaudran, Francazal, Pau ou Lézignan, parfois officiellement contraints de se poser faute de carburant suffisant. Tous ces mouvements laissent penser que la France ait livré clandestinement des bombes aux républicains espagnols, malgré la posture officielle du Front populaire,.
Pendant la Seconde Guerre mondiale, les usines Breguet de Montaudran et de Saint-Martin-du-Touch travaillent pour l'occupant allemand ; elles sont rasées lors d'[[Toulouse pendant la Seconde Guerre mondiale#Les bombardements|un bombardement allié qui survient le 6 avril 1944]], faisant 22 morts,. Les installations d'Air France, contrainte depuis 1943 d'effectuer des opérations de maintenance pour la Lufthansa, sont également durement touchées, mais l'activité reprend rapidement ; en 1946, environ 800 agents y travaillent, effectif constant jusque dans les années 1990. En 1947, le ministère des transports constate que « du fait de la guerre et de l'évolution de l'aviation, la plupart des aérodromes agréés ne remplissent plus les conditions techniques » nécessaires. Il établit ainsi que Montaudran est un « aérodrome privé agréé avec restriction, réservé exclusivement au centre d'ateliers de réparations d'Air France ».
En 1959, Toulouse constate que la piste de Montaudran, trop courte pour recevoir des avions à réaction, condamne le centre Air France à ne recevoir que des appareils de type DC3 ou DC4, et s'inquiète de l'avenir de l'activité du groupe dans la ville. Est alors évoquée la possibilité de transférer cette activité à Toulouse-Blagnac, ou de rallonger la piste. C'est cette dernière option qui sera dans un premier temps choisie, permettant au centre d'accueillir plus tard des Airbus A320 et Boeing 737. De 1959 à 1961, Air France réalise l'acquisition d'environ 40 hectares de terrain en ce sens puis prolonge et modernise la piste. L'usine Breguet, quant à elle, produit après la guerre le Mercure, le Deux-Ponts, le Vultur et l'Alizé. En 1959, le site apparaît trop exigu pour la fabrication du Breguet Atlantic. L'industriel achète alors 13 hectares à Colomiers, en bordure de l'aéroport de Toulouse-Blagnac, et y érige d'importants bâtiments pour la construction de son nouvel appareil. La mise en service de cette nouvelles usine mène à la reconversion du site de Montaudran en centre d'essai et de maintenance, la construction s'effectuant à Colomiers. Ces activités cessent à la suite de la fusion de Breguet avec Dassault Aviation en 1971.
Le site est partiellement inscrit monument historique en 1997,. Dès 1998, Air France Industries évoque la possibilité de déménager son centre de révision de Montaudran à Tarbes ou Blagnac, ce qui mènerait à la fermeture de l'aéroport,. La compagnie ouvre le site à la visite du public en 2000 lors des journées européennes du patrimoine et annonce la même année sa décision de déménager en 2003 son centre technique à Blagnac au sein de la zone AéroConstellation. Les visites de maintenance s'effectuent pour le compte d'Air France (ou d'autres compagnies clientes) à Montaudran jusqu'au 18 décembre 2003, date du dernier envol d'un avion de cet aéroport. Le terrain de Montaudran est définitivement fermé à la circulation aérienne le 2 février 2004,.

### Urbanisation et reconversion (2004-2021)
À la fin des années 1960, Toulouse connaît un fort développement démographique et économique, en tant que préfecture de la région Midi-Pyrénées et ville privilégiée pour les activités aéronautiques et spatiales dans le cadre de la politique française de décentralisation. L'ENAC, Supaéro et l'ONERA s'établissent ainsi à proximité de l'aéroport de Montaudran. L'usine Breguet et le centre d'Air France, qui emploient à eux deux environ 1 900 personnes en 1966, contribuent directement au peuplement du quartier. Nombre d'employés résident en effet près de l'aéroport, que ce soit en maison individuelle ou dans les logements collectifs construits par Breguet en face de son usine. En 1966, la municipalité lance une étude en vue de réaliser l'aménagement d'un parc industriel à Montaudran. Ce parc d'activités est achevé en 1979.
Dès 2002, avec le départ programmé d'Air France et la fermeture de l'aéroport, se pose la question de la reconversion du site. Les associations locales militent depuis longtemps pour établir à Montaudran un musée ou parc aéronautique à la mémoire de l'Aéropostale, en supplément ou remplacement du projet de parc aéronautique toulousain proposé dans la zone AéroConstellation à Blagnac. À la suite de l'explosion d'AZF en 2001, il est également envisagé d'y déménager le parc des expositions, endommagé lors de la catastrophe et ne pouvant être agrandi dans l'espace restreint de l'île du Ramier. D'autres possibilités sont évoquées, comme y créer un nouveau pôle de recherche ou étendre le parc d'activités existant,. Air France annonce en 2002 la vente de 18 ha de terrain à un promoteur immobilier en vue d'y construire des logements, et de 38 ha à la Mairie. Jean-Luc Moudenc, maire de Toulouse, accorde les premiers permis de démolir en 2004. Les premiers hangars d'Air France tombent dès le mois de janvier 2005. En mai 2005, une convention réduit le périmètre alloué à l'habitat pour augmenter la superficie de la partie consacrée à la mémoire aéronautique, sous la pression des associations. On entrevoit dès lors le projet définitif de reconversion du site, centré sur la piste plus tard renommée « Piste des Géants », avec des logements, un espace consacré à la mémoire de l'Aéropostale, et un pôle d'excellence aéronautique associant un campus universitaire, des laboratoires de recherche et des industriels tels qu'Airbus,,. L'association Aerospace Valley est créée pour regrouper les acteurs qui participeront à ce projet.
Les travaux de construction de logements débutent en 2008, mais le projet global subit de nombreux contretemps. En 2008, le nouveau maire Pierre Cohen relance les études et ne présente Toulouse Aerospace qu'en 2010. Le projet de campus essuie le refus du ministère de l'Enseignement supérieur, fin 2008, de financer ce projet jugé « hors-sujet »,. Les associations locales ne cessent de s'opposer aux projets immobiliers du promoteur Kaufman & Broad, allant jusqu'à organiser des manifestations. En 2011, la Dépêche du Midi révèle que huit ans après avoir quitté l'aéroport, Air France n'a toujours pas cédé l'intégralité des terrains, en partie à cause de recours de l'association Toulouse Montaudran Mémoire d'Avenir. Désaffectés depuis plusieurs années, les bâtiments historiques tombent en ruine et ont subi des vandalismes.
En 2012 est lancée la construction de l'Espace Clément Ader, devant abriter l'Institut Clément Ader récemment créé. Le chemin Carrosse qui traversait la piste est rouvert à la circulation publique, ainsi que le passage à niveau de Montaudran. Ce dernier fait l'objet de concertations et d'enquêtes publiques de 2012 à 2018 en vue de sa suppression, effectuée en 2021.
Le 26 juin 2013, Air France vend finalement à la Mairie, près de dix ans après son départ, les derniers terrains de l'aéroport, dont les bâtiments historiques. Fin 2013 débute la construction de la Halle de La Machine, en 2014 celle de l'Institut de recherche technologique Saint-Exupéry, créé un an plus tôt,. En 2015, un peu plus de 6 000 personnes travaillaient dans le secteur de Montaudran. Le 13 octobre 2015, la déclaration d'utilité publique de Toulouse Aerospace est prise, marquant le coup d'envoi des derniers travaux de reconversion. Celle-ci entraîne de nombreuses créations de voies ou de changement de dénominations ; la portion du chemin qui traversait la piste est élargie en « avenue de l'Aérodrome-de-Montaudran », tandis que de nouvelles rues et ronds-points portent les noms de Beppo di Massimi, Léna Bernstein, Pierre Deley, Marcel Bouilloux-Lafont, Henri Rozès, Vicente Almonacid, Julien Pranville, Élysée Négrin, René Cornemont, Léopold Gourp, Henri Érable, Joseph Roig et Lorenzo Pintado.

L'année 2018 voit l'aboutissement de nombreux projets, avec l'inauguration en juin du bâtiment B612, nommé en référence à l'astéroïde du Petit Prince, en novembre de la Halle de La Machine, et en décembre du musée très attendu sur l'Aéropostale, l'Envol des pionniers.

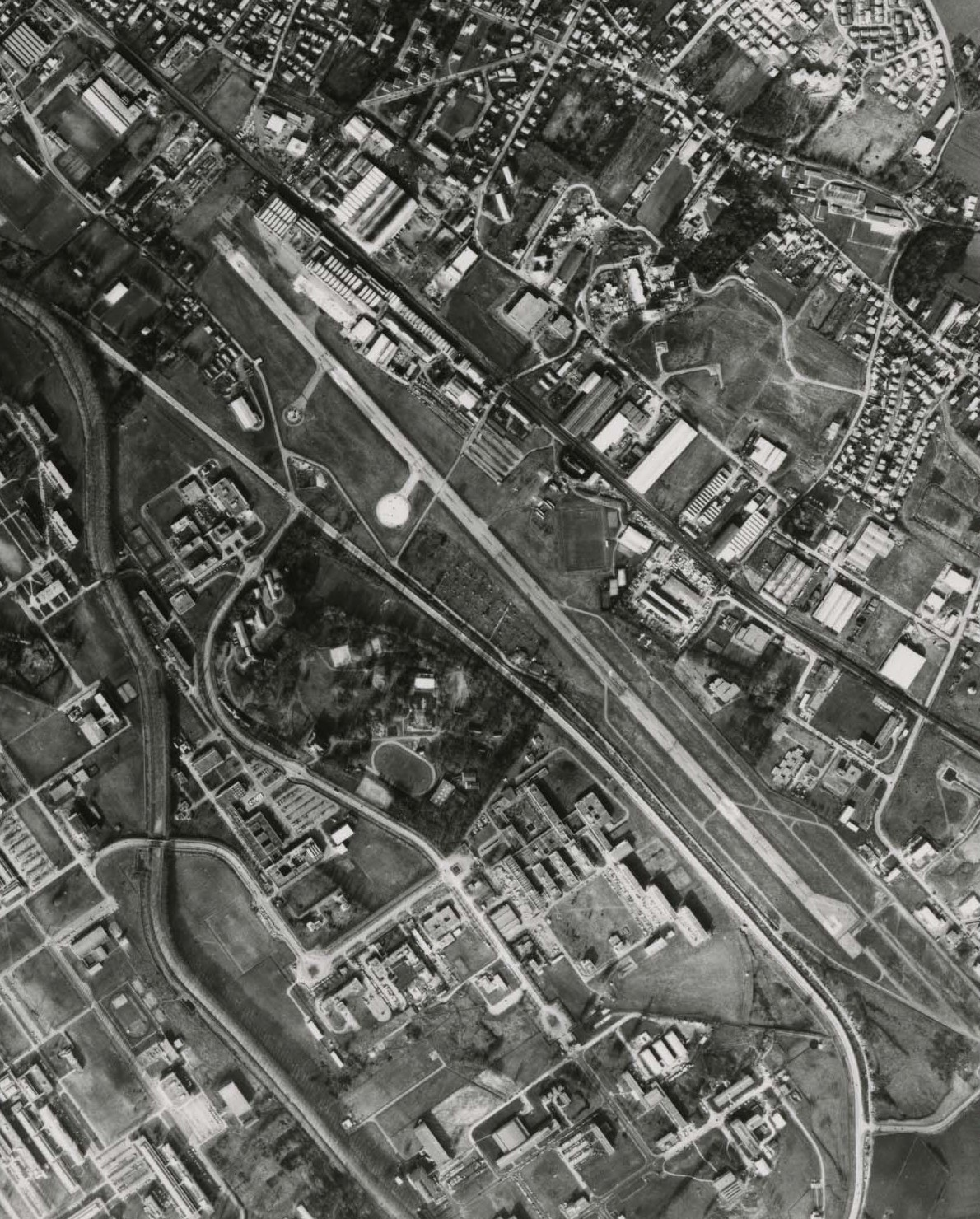
Vue aérienne de l'aéroport et ses alentours en 1977.
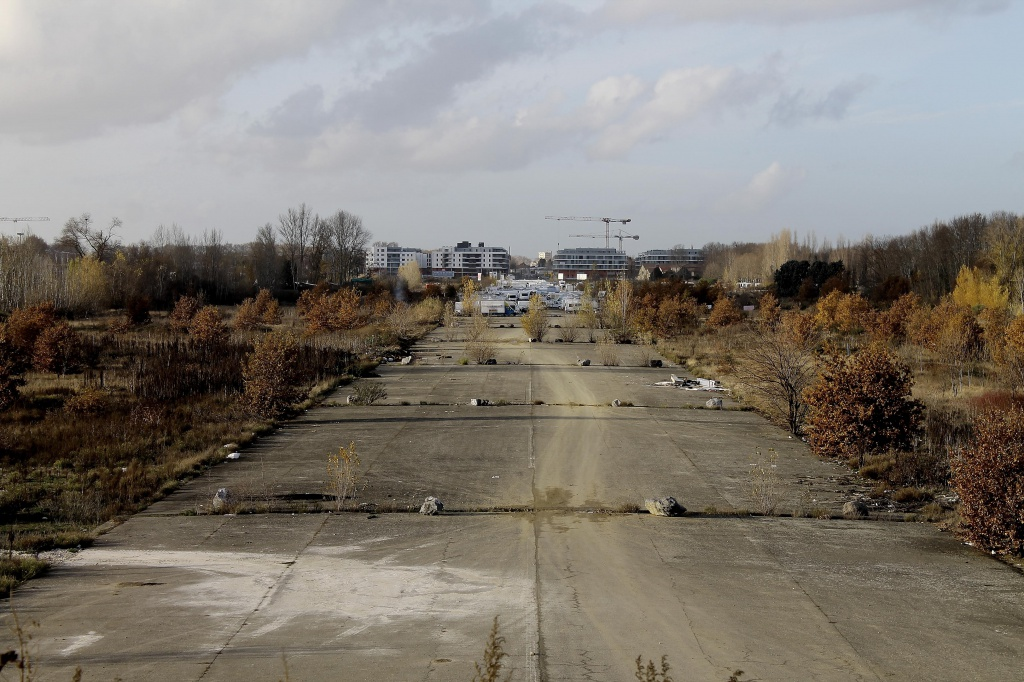
Ancienne piste désaffectée, en 2012.
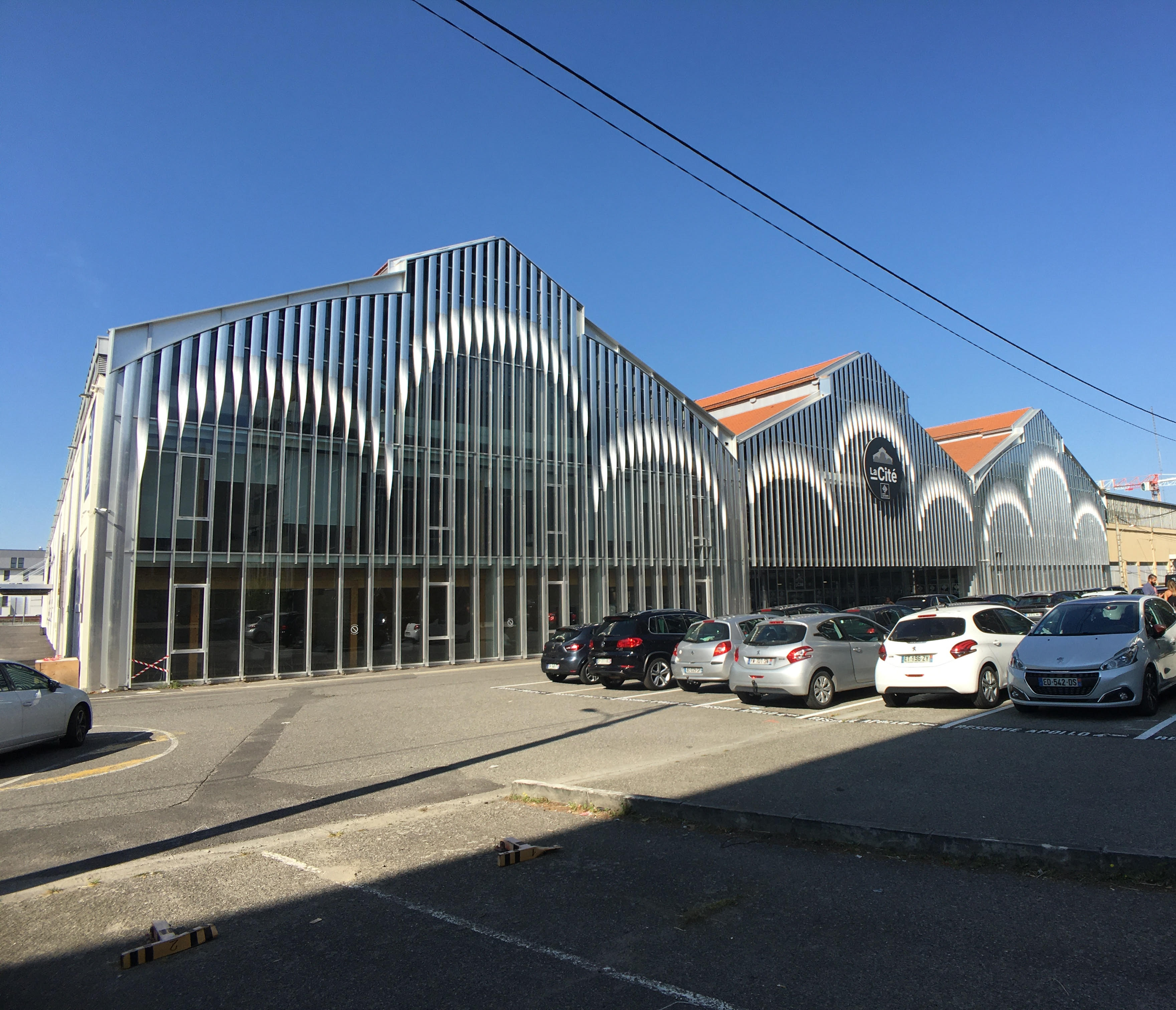
Anciennes halles d'assemblage Latécoère réaménagées, en 2021.
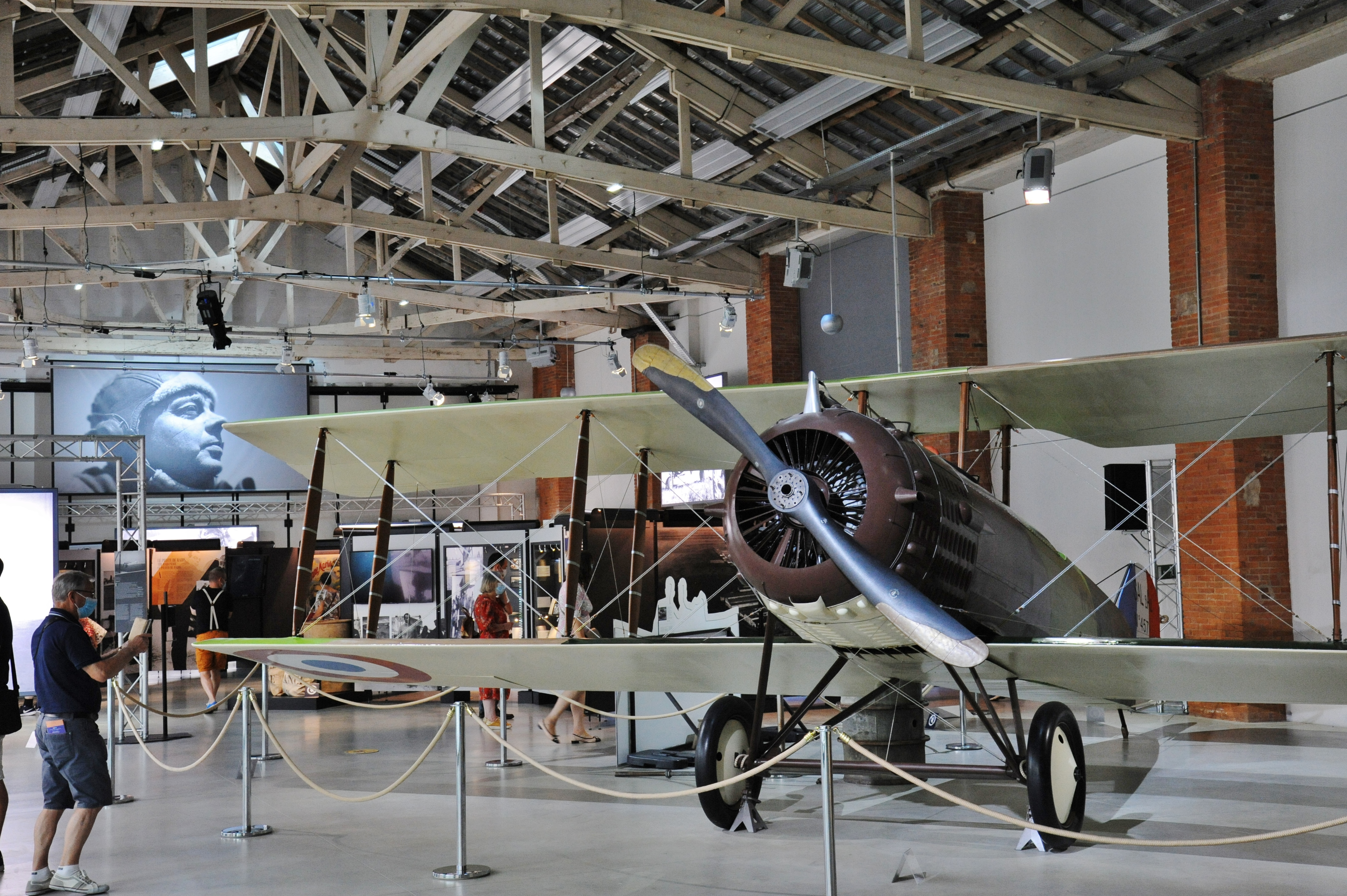
Musée L'Envol des pionniers en 2021.

## Installations
Le service de la navigation aérienne ouvre à Montaudran en septembre 1920 un poste de T.S.F. assurant une liaison bilatérale avec Bordeaux, Nîmes et Lyon, et en réception avec l'aéroport du Bourget. Une station météorologique, en lien avec les stations de Bordeaux, Bayonne, Perpignan et Paris, et mise en service le 1er novembre 1920.
En 1930, l'aérodrome comporte « un atelier de montage et réparation, des hangars, un balisage de nuit, un poste de T.S.F., un phare de signalisation à éclipses, un projecteur d'atterrissage et tous les services de ravitaillement ».
La piste rallongée en asphalte est construite entre 1959 et 1968,.

## Compagnies aériennes et destinations

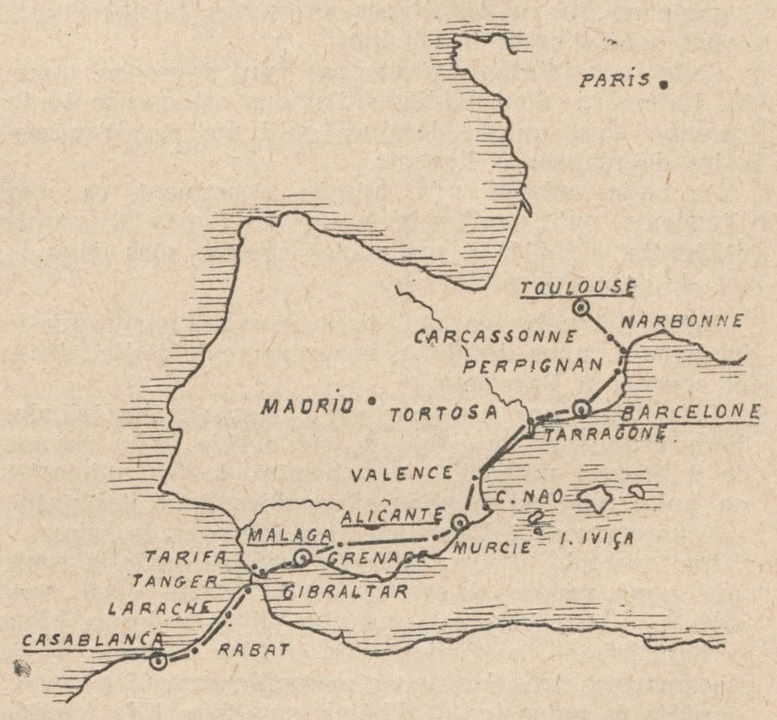
Destinations depuis Montaudran en 1921.

| Compagnies                                     | Destinations |
| ---------------------------------------------- | --- |
| Latécoère (1919-1926),                         | - Barcelone-El Prat, - Malaga-Costa del Sol, - Rabat-Salé, - Casablanca-Anfa, - Dakar-L. Sédar Senghor                                       |
| Aéropostale (1927-1933) Air France (1933-1934) | - Barcelone-El Prat, - Malaga-Costa del Sol, - Casablanca-Anfa, - Dakar-L. Sédar Senghor, - Buenos Aires-El Palomar, - Santiago-Los Cerillos |

## Trafic
L'aéroport connaît une exploitation commerciale de transport de passagers de 1919 à 1934. En 1935 Air France transfère cette activité à l'aéroport public de Francazal, et Montaudran devient exclusivement un centre de maintenance aéronautique.
Le graphique qui aurait dû être présenté ici ne peut pas être affiché car il utilise l'ancienne extension Graph, désactivée pour des questions de sécurité. Des indications pour créer un nouveau graphique avec la nouvelle extension Chart sont disponibles ici.

Voir la requête brute et les sources sur Wikidata.

## Accidents et incidents
- Le 11 août 1921, un avion s'écrase lors d'un vol d'essai à Montaudran. Le pilote originaire de Paris, René Portal, 27 ans, est retiré mort des débris de son appareil. Son passager, le mécanicien François Gaye, 20 ans, est gravement blessé lors de l'accident et décède trois jours plus tard[P 45],[P 46],[P 47].
- Le 27 mars 1922, un incendie détruit un entrepôt de l'usine Latécoère[P 48].
- Le 22 octobre 1936, le Potez 56 immatriculé F-ANMU en provenance de Bilbao rate son atterrissage à cause d'une forte brume. Ses occupants sont légèrement blessés[A 26],[P 49].
- Le 6 avril 1944, un bombardement allié détruit les bâtiments de l'usine Breguet et tue 22 personnes[A 16],[P 12].
- Le 4 août 1946, un Bücker Bü 181 fait l'objet d'une enquête d'accident ou incident aérien[A 26].
- Le 23 novembre 1948, le Languedoc 161 immatriculé F-BATM s'écrase au décollage et prend feu. Son pilote, Emmanuel Arin, gravement brûlé, décède de ses blessures 2 jours plus tard[P 50],[A 26].
- Le 11 mars 1956, le Piper Cub immatriculé F-BCPT fait l'objet d'une enquête d'accident ou incident aérien[A 26].
- Le 21 juillet 1957, le Morane-Saulnier MS.315 no 351 (immatriculé F-BCNU) fait l'objet d'une enquête d'accident ou incident aérien[A 26].
- Le 12 juin 1959, le Nord NC.854 no 16 (immatriculé F-BFIE) fait l'objet d'une enquête d'accident ou incident aérien[A 26].

## Faits notables

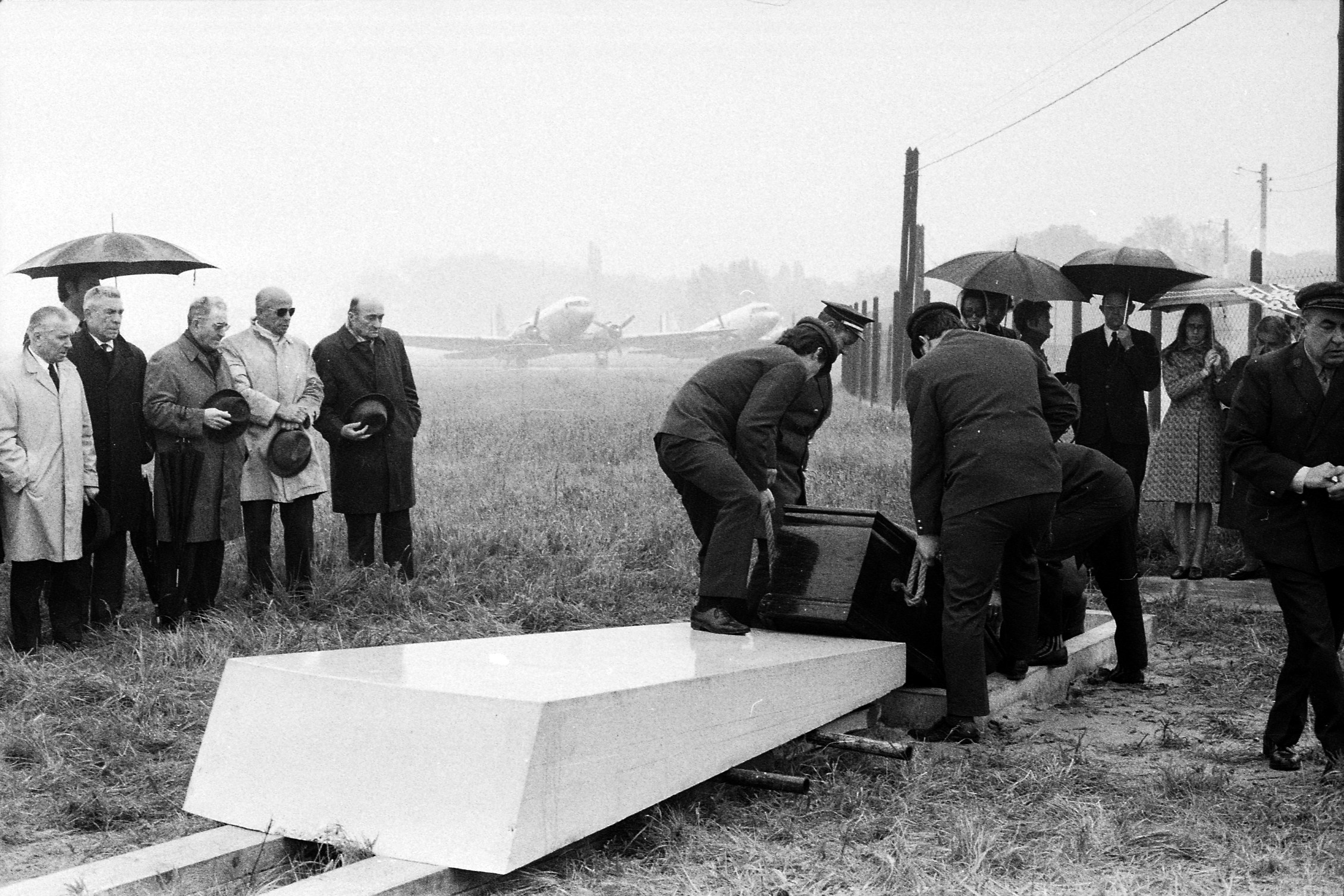
Transfert du corps de Didier Daurat en bordure de la piste de Montaudran le 21 avril 1972.

- Du 1er au 2 avril 1923 s'est déroulé sur les aéroports de Montaudran et Francazal le premier meeting aérien de Toulouse, au cours duquel ont été montrés des ballons dirigeables, des planeurs lancés du haut d'un ballon d'observation, un concours d'atterrissage d'hélice calée, ainsi que des démonstrations de téléphonie sans fil à bord d'un avion[P 51].
- Le 21 avril 1972, le corps de Didier Daurat, ancien directeur d'exploitation des Lignes Latécoère puis de l'Aéropostale, est inhumé dans une tombe à proximité de la piste de Montaudran. Son corps est transféré au caveau familial à Marseille le 12 mars 2007, lors des travaux de reconversion du site[P 52].
- Le 12 juillet 2006, une bombe de 215 kg datant du bombardement du 6 avril 1944, ciblant les usines Breguet, est découverte sur le site lors des travaux du campus Toulouse Aerospace, nécessitant une intervention de déminage[P 53],[P 54].